# Finiano
São Finiano (em latim: Finianus) foi um santo irlandês que viveu no País de Gales, no século V. Um contemporâneo de São David, trabalhou no País de Gales por trinta anos, estabelecendo três igrejas. É dito que ele conheceu São David em 530 e seu dia consagrado é 23 de fevereiro.